# Yuldor Gutiérrez
Yuldor Gutiérrez (Santa Marta, 25 de octubre de 1961) es un actor, director y productor de televisión colombiano.

## Carrera
Gutiérrez nació en Santa Marta en 1961. Participó en quince producciones de televisión, entre ellas reconocidas telenovelas y series como Gallito Ramírez en 1986, Caballo viejo en 1988 y ¿Por qué mataron a Betty si era tan buena muchacha? en 1991. En 1999 se convirtió en uno de los directores de la serie juvenil Francisco el Matemático, que le valió un galardón a mejor director en los Premios India Catalina en 2001.
Dejó de lado la actuación por algunos años para continuar con su carrera como productor. En 2006 se desempeñó como productor general de la telenovela colombiana En los tacones de Eva. Coprodujo la serie infantil Grachi, transmitida por el canal Nickelodeon Latinoamérica, con emisión en 28 países. En 2021 se estrenó en los cines de Colombia Ángel de mi vida, su primer largometraje como director, sobre un niño con discapacidad cognitiva que se prepara para convertirse en un gran atleta.

## Filmografía

### Actor
- 1986 - Gallito Ramírez
- 1988 - Caballo viejo - Valditrudis Salgado
- 1991 - ¿Por qué mataron a Betty?
- 1993 - Crónicas de una generación trágica
- 1996 - Guajira
- 1998 - Felisa Romero
- 2008 - El ángel del acordeón
- 2014 - El faro
- 2017 - Los morales
- 2018 - Aníbal 'Sensación' Velásquez
- 2022 - Leandro Díaz
- 2024 - Rojo carmesí[5]
- 2025 - Un padre muy madre[6]

### Director
- 1999-2004 - Francisco el matemático
- 2018 - Aníbal 'Sensación' Velásquez
- 2021 - Ángel de mi vida

### Productor
- 2006 - En los tacones de Eva
- 2011 - A corazón abierto